# Un domingo maravilloso
Un domingo maravilloso (素晴らしき日曜日 Subarashiki Nichiyōbi?) es una película japonesa de 1947 dirigida por Akira Kurosawa. Se trata de un drama romántico, ambientado en la posguerra de la Segunda Guerra Mundial, interpretado en sus papeles principales por Chieko Nakakita e Isao Numasaki.

## Sinopsis
En tiempos de posguerra Yuzo y su prometida Masako se encuentran en la estación de tren para pasar juntos su día libre confiando en que sea un domingo inolvidable. Con una jornada agradable y apenas 35 yenes en los bolsillos los jóvenes fluctúan entre la desesperación de Yuzo y el optimismo de Masako mientras buscan alojamiento y diversión en el Tokio de posguerra. Llenos de sueños e ilusiones por lograr un futuro más próspero intentan ser felices pese a los problemas y contratiempos a los que deben hacer frente mientras visitan una casa en construcción, una panadería, el zoo o una sala de baile. Su amor les permite concebir ilusiones sobre un futuro mejor. Cuando la jornada finaliza Masako, de vuelta al tren, comienza a hacer planes para la siguiente semana.

## Reparto
- Isao Numasaki - Yuzo
- Chieko Nakakita - Masako
- Atsushi Watanabe - Yamamoto
- Zeko Nakamura - Propietario de la tienda de regalos
- Ichiro Namiki - Fotógrafo callejero
- Toppa Utsumi - Fotógrafo callejero
- Ichico Sugai - Yamiya
- Masao Shimizu - Encargado de la sala de baile
- Tokuji Kobayashi - Recepcionista del apartamento
- Shiro Mizutani - Niño abandonado
- Aguri Hidaka - Bailarín
- Midori Ariyama - Sono
- Katao Kawasaki - Propietario de la panadería
- Toshi Mori - Encargado del apartamento

## Producción
Rodado durante el periodo de la ocupación aliada de Japón la película muestra algunos de los desafíos que Tokio afrontaba tras el final de la Segunda Guerra Mundial. La película es una variación del entonces popular género cinematográfico shomin-geki, en el que se muestran los conflictos de la gente corriente, y destaca en la trayectoria de Kurosawa por la inclusión de la ruptura de la cuarta pared con el personaje de Masako quien, al final de la película, apela directamente a los espectadores.